# L'Âge d'or du maurrassisme
L'Âge d'or du maurrassisme est un essai de l'écrivain et journaliste français Jacques Paugam, publié en 1971. Cet essai est tiré de sa thèse de doctorat de en science politique sur l'évolution intellectuelle de Charles Maurras et ses condisciples entre 1898 et 1908.

## Présentation
Dix ans après la publication d'Eugen Weber sur L'Action française, Jacques Paugam propose une lecture de la décennie qui conduit l'Action française du périodique mensuel la Revue grise de juillet 1899 au quotidien L'Action française en mars 1908. Jacques Paugam considère cette période comme un « âge d'or » au sens où elle est « la période intellectuellement la plus féconde et la plus dynamique du mouvement, avant que le souci d'une clientèle plus large ne le réduise à un conservatisme de mécontents ». Elle correspond à « la grande époque de création doctrinale »,. Cet « âge d'or » est segmentée en quatre sous-périodes. La première comprise entre juin 1899 à la fin de l'année 1901 correspondant aux débuts républicains de l'Action française jusqu'à sa conversion au nationalisme intégral. La deuxième période est établie entre 1902 et février 1905 qui correspond à l'installation de la Ligue d'Action française. La troisième période part de 1905 à l'acquittement du capitaine Dreyfus par la Cour de cassation le 12 juillet 1906, une période d’ébullition pour l'Action française. La quatrième période est comprise entre l'été 1906 et la sortie du premier numéro de L'Action française le 21 mars 1908.

## Critiques
L'historien Alexander L. Clark estime que l'argumentaire ne démontre pas le déclin doctrinal de l'Action française après 1908. De même Émile Poulat n'est pas convaincu par le raisonnement de l'auteur sur la condamnation de l'Action française par la papauté.
L'historien Michel Winock estime que la lecture de cet ouvrage permet d'en dégager une conclusion marxiste : « le maurrassisme est une idéologie de classe, la défense de la propriété et l'apologie de l'inégalité sociale ». Par ailleurs, l'historien affirme que le maurrassisme est « la pensée la plus forte et la plus élaborée dont la droite française peut s'enorgueillir au XXème siècle ».